# Ensayo sobre el hombre
El Ensayo sobre el hombre (en inglés: An Essay on Man) es un poema publicado por Alexander Pope entre 1733 y 1734 . Está dedicado a Henry St John, vizconde de Bolingbroke, citado en el inicio del poema: "Despierta, San Juan ..."

## Argumento
El poema es un esfuerzo por racionalizar o más bien "reivindicar los caminos de Dios al hombre" (l.16), una variación de la afirmación de John Milton en las primeras líneas del paraíso perdido, donde él "justificará los caminos de Dios hacia los hombres "(1.26). Tiene que ver con el orden natural que Dios ha decretado para el hombre. Debido a que el hombre no puede conocer los propósitos de Dios, no puede quejarse de su posición en la Gran Cadena del Ser (ll.33-34) y debe aceptar que "Lo que ES, es CORRECTO" (l.292), un tema satirizado por Voltaire en Cándido (1759). Más que cualquier otro trabajo, popularizó la filosofía optimista en Inglaterra y el resto de Europa. 
Ensayo sobre el hombre y las epístolas morales de Pope fueron creados como parte de un sistema de ética que quería expresar con poesía. Las epístolas morales se conocen con otros nombres, tal como epístolas éticas o los ensayos morales . 
El ensayo está compuesto por cuatro epístolas. Pope comenzó a trabajar en él en 1729, y había terminado los primeros tres en 1731. Aparecieron a principios de 1733, con la cuarta epístola publicada al año siguiente. El poema se publicó originalmente de forma anónima; Pope no admitió su autoría hasta 1735. 
Pope revela en su declaración introductoria, "The Design", que An Essay on Man fue concebido originalmente como parte de un poema filosófico más extenso que se habría ampliado a través de cuatro libros separados. Según su amigo y editor, William Warburton, Pope tenía la intención de estructurar el trabajo de la siguiente manera:

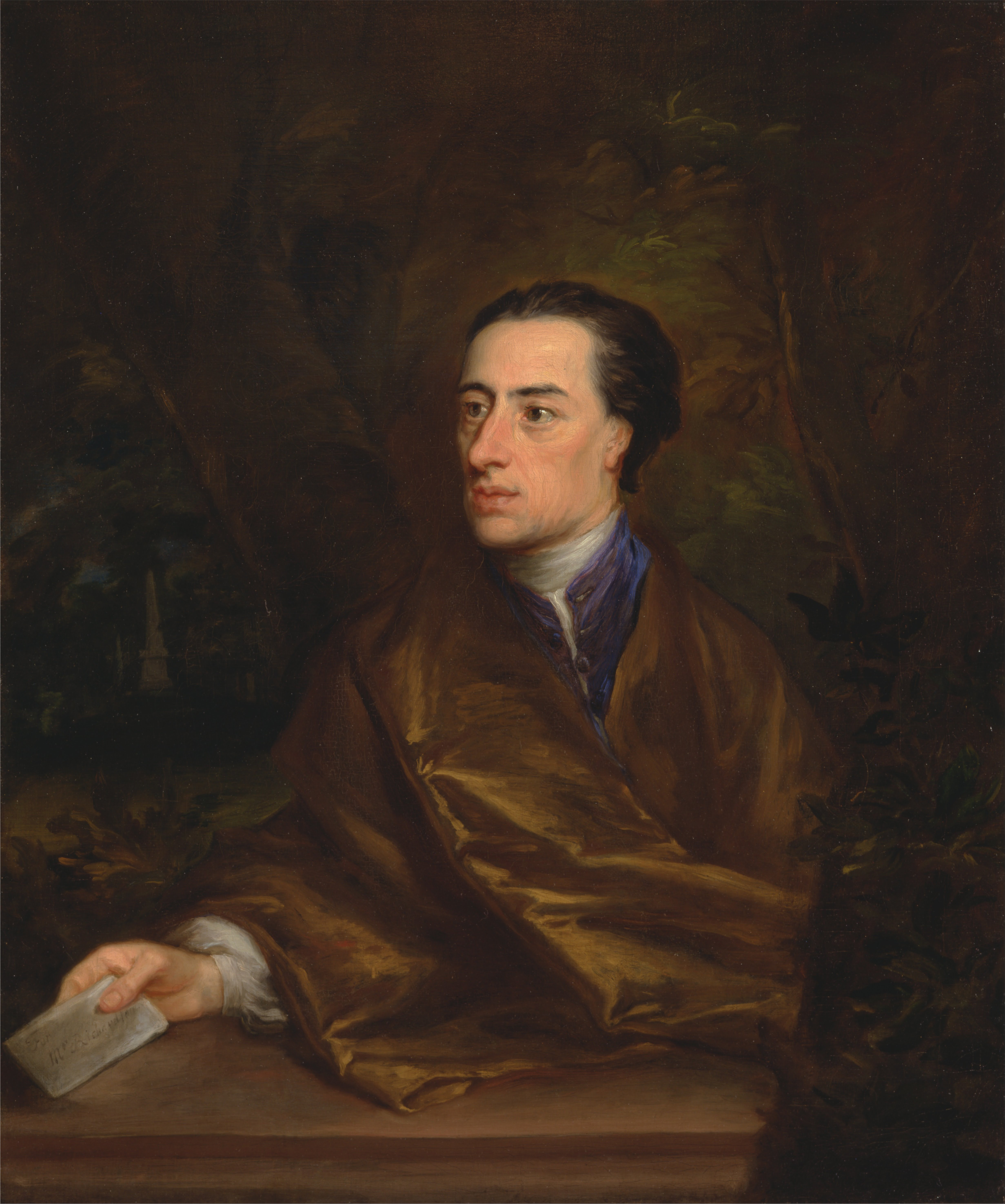
Alexander Pope publicó Ensayo sobre el hombre en 1734.

Las cuatro epístolas que ya habían sido publicadas habrían formado el primer libro. El segundo libro debía contener otro conjunto de epístolas, que en contraste con el primer libro se enfocaría en temas como la razón humana, los aspectos prácticos y poco prácticos de las diversas artes y ciencias, el talento humano, el uso del aprendizaje, la ciencia del mundo e ingenio, junto con "una sátira contra la aplicación errónea" de esas mismas disciplinas. El tercer libro trataría sobre política y religión, mientras que el cuarto libro se refería a la "ética privada" o la "moral práctica". 
El siguiente pasaje, tomado de las dos primeras estrofas de la segunda epístola, es citado a menudo por aquellos familiarizados con el trabajo de Pope, ya que resume claramente algunos de los principios religiosos y humanistas del poema:

Conócete a ti mismo, y no te imagines poder sondear la divinidad. El estudio más propio de la especie humana es el hombre. Colocado como en el istmo de un estado intermedio o confinante, y siendo una mezcla de luz y oscuridad, de bajeza y de grandeza, con demasiado conocimiento para la duda escéptica, y con demasiada debilidad para la fiereza estoica, está vacilante entre ambas, no sabe si hacer algo o no hacer nada, y duda si tenerse a sí mismo por Dios o por bruto, y preferir al cuerpo o al espíritu. No nació sino para morir, y no discurre más que para errar; y su razón es tal que ignora igualmente si piensa demasiado, o si demasiado poco. Es un caos de opiniones y pasiones y una pura confusión. Se está engañando continuamente, y desengañándose a sí mismo. Ha sido creado la mitad para elevarse, y la otra mitad para abatirse. Es dueño de todas las cosas, y sin embargo la presa de todas ellas. Es único juez de la verdad, y está cayendo continuamente en el error; y en fin es la gloria, el juguete y el enigma de este mundo.

¡Ea, estupenda criatura! remóntate adonde las ciencias te guían. Mide la tierra, pesa el aire, y calcula las mareas. Demuestra qué leyes siguen los errantes planetas en sus órbitas; corrige el tiempo, y marca al sol su camino. ¡Ea, elévate con Platón a la esfera del empíreo hasta llegar al bien primero, a la primera perfección y belleza primera, o penetra en el laberinto hollado por sus sucesores, y di que el desentenderse de los sentidos es imitar a Dios, a la manera que aquellos sacerdotes orientales, que después de dar sus vueltas al rededor, y andárseles la cabeza, se imaginan imitar al sol! ¡Ea, ve, enseña a la eterna Sabiduría cómo debe gobernar, y entra luego dentro de ti mismo, y nota tu imbecilidad!
Epístola II, fragmento de las primeras líneas

En el ejemplo anterior, la tesis de Pope es que el hombre ha aprendido sobre la naturaleza y la creación de Dios a través de la ciencia; en consecuencia, la ciencia le ha dado poder al hombre, pero al haberse intoxicado por este poder, el hombre ha comenzado a pensar que está "imitando a Dios". En respuesta, Pope declara que la especie del hombre es "imbécil", ausente de conocimiento y plagado de "ignorancia" a pesar de todo el progreso logrado a través de la ciencia. Pope argumenta que la humanidad debería hacer un estudio de sí misma, y no degradar la esencia espiritual del mundo con la ciencia terrenal, ya que los dos son diametralmente opuestos entre sí: el hombre no debería "presumir a Dios que estudia".

## Elogios y críticas
Cuando el ensayo sobre el hombre fue publicado, recibió gran admiración en toda Europa. Voltaire lo llamó "el poema didáctico más bello, más útil, más sublime jamás escrito en cualquier idioma". En 1756, Rousseau escribió a Voltaire admirando el poema y diciendo que "suaviza mis males y me otroga paciencia". Kant era aficionado al poema y recitaba largos pasajes a sus alumnos.
Más tarde Voltaire renunciaría a su admiración por el optimismo de Pope y Leibniz e incluso escribió una novela, Cándido, como una sátira sobre su filosofía de la ética. Rousseau también criticó el trabajo, cuestionando "la suposición sin crítica de Pope de que debe haber una cadena ininterrumpida del ser desde la materia inanimada hasta Dios".
Lessing y Mendelssohn, en su escrito ¿Pope, un metafísico? (1755), cuestionaron la coherencia doctrinal del Ensayo y limitaron el alcance del mismo a su valor como obra poética. Ambos críticos señalaron, como principales influencias del poema, a la obra The Moralists: a Philosophical Rhapsody (1709) de Lord Shaftesbury y, sobre todo, De Origine Mali (1702) —escrita por el obispo anglicano William King y de la que habría aprovechado numerosos pasajes—.